# ویکتوریا ۱۲

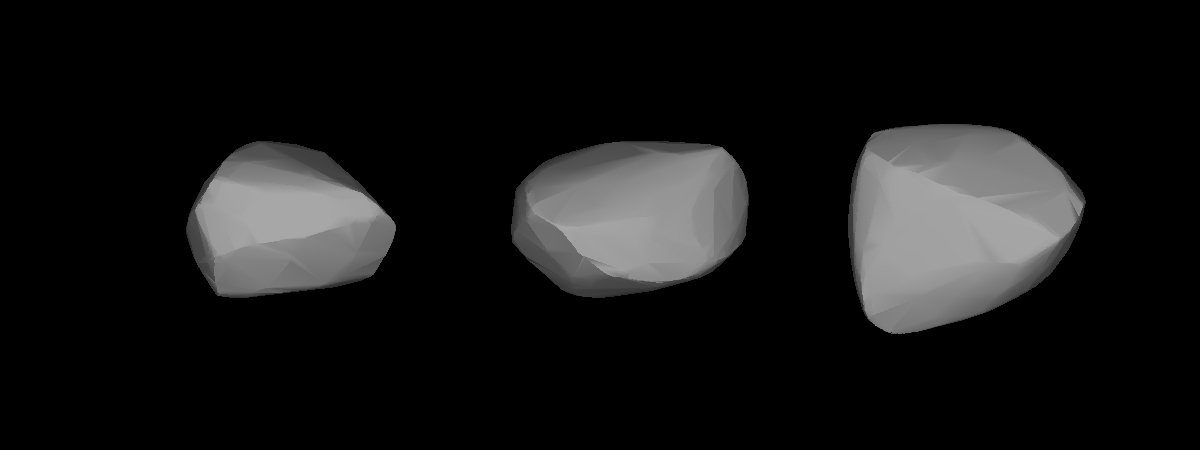
مدل سه‌بُعدی سیارک ویکتوریا ۱۲ بر اساس منحنی نور آن

سیارک ۱۲ (به انگلیسی: 12 Victoria) دوازدهمین سیارک کشف شده‌است که در ۱۳ سپتامبر ۱۸۵۰ و در لندن کشف شد.
قدر مطلق سیارک برابر ۷٫۲۴ است.